# Tabula Capuana

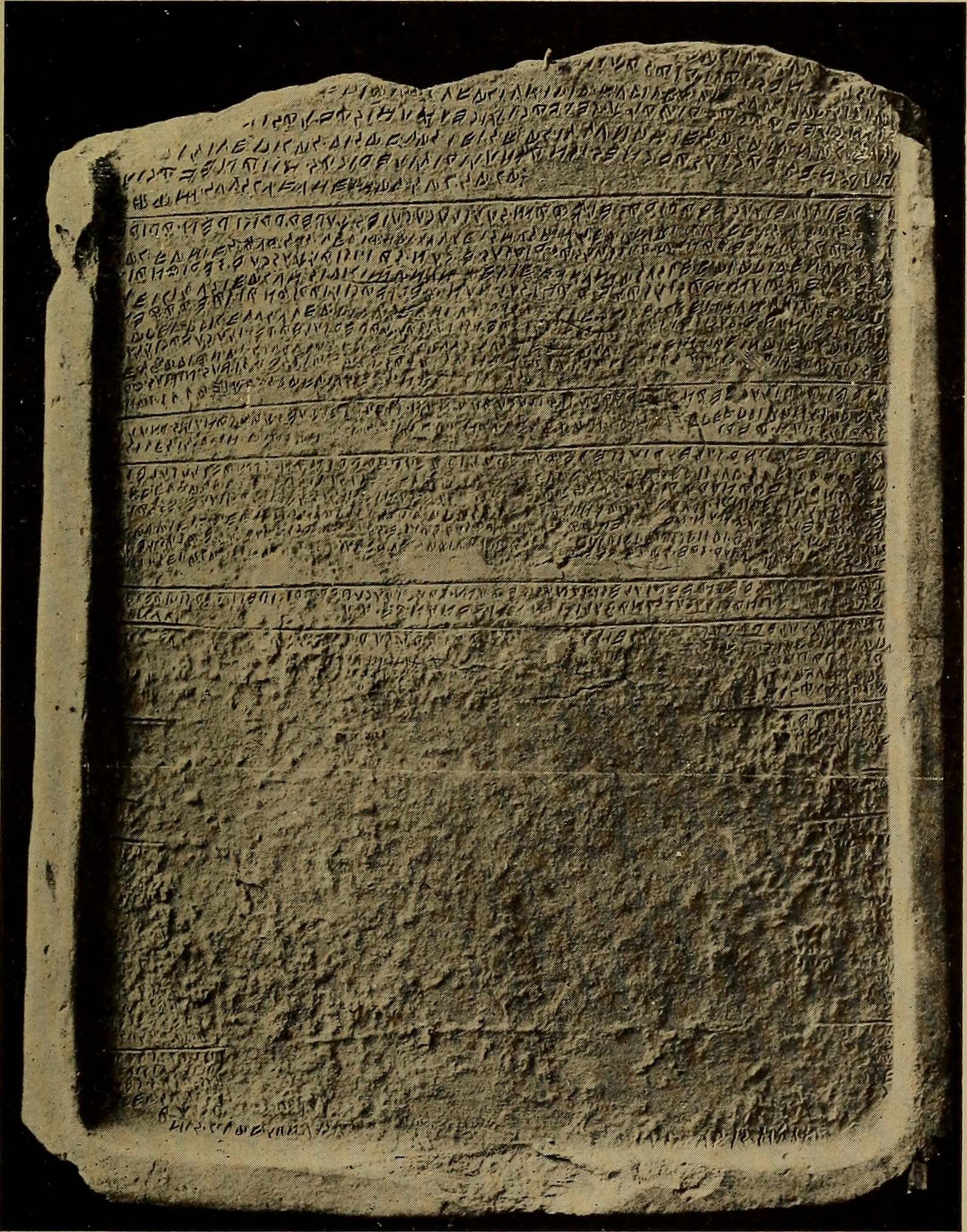
Tabula Capuana

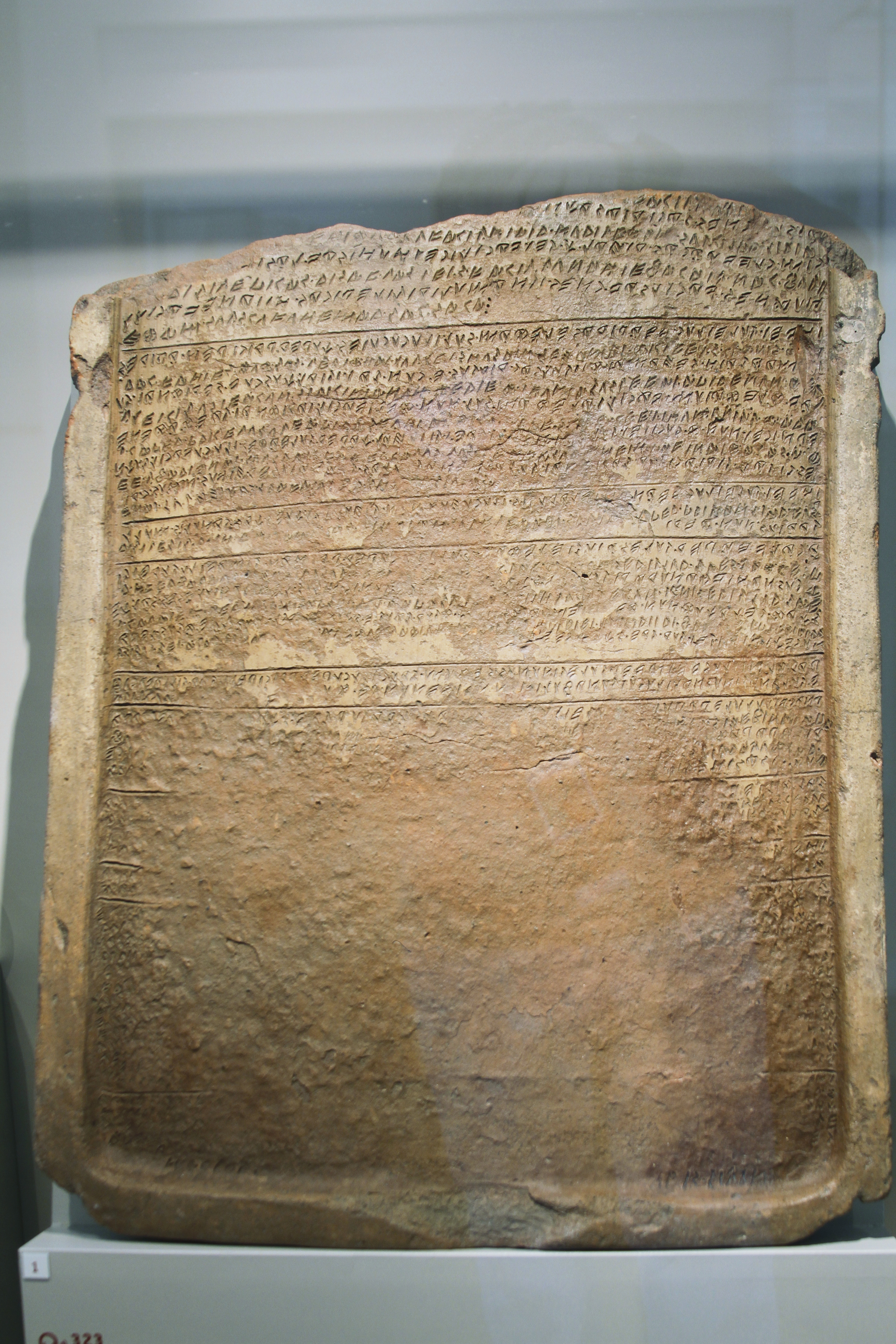
Altes Museum

Die Tabula Capuana oder Tegula Capuana (lateinisch für Tontafel bzw. Ziegel von Capua, ital. Tegola di Capua), trägt nach der Agramer Mumienbinde (Liber linteus) den zweitlängsten überlieferten etruskischen Text. Die Tontafel von 60 × 50 cm wurde 1898 bei Capua im Gräberfeld Santa Maria di Capua Vetere gefunden. Sie wird in der Antikensammlung in Berlin aufbewahrt und ist im Alten Museum ausgestellt.
Der Text enthält einen rituellen Kalender, von dem ungefähr 300 Wörter lesbar sind. Er besteht aus 62 Zeilen in 10 durch waagrechte Linien abgegrenzten Absätzen. Die Schrift ähnelt der in Kampanien in der Mitte des 5. Jh. v. Chr. verwendeten, obgleich der Text sicher älter ist. Es handelt sich um einen archaischen zehnmonatigen Kalender, der mit dem Monat März beginnt und – gemäß dem bisherigen Textverständnis – an bestimmten Tagen gegenüber bestimmten Göttern durchzuführende Riten beschreibt.
Die bekannten etruskischen Monatsnamen lauten (ein Asterisk bezeichnet eine sprachliche Rekonstruktion): März = *velχitna, April = apiras(a), Mai = anpili(a) oder ampner, Juni = acalva oder acal(a), Juli = *turane oder parθum, August = *hermi, September = celi, Oktober = *χesfer.